# Hollowman
Hollowman je EP švedskog death metal-sastava Entombed. Diskografska kuća Earache Records objavila ga je 21. ožujka 1993.

## Popis pjesama
| 1.    | »Hollowman«                               | 4:40 |
| 2.    | »Serpent Speech«                          | 2:19 |
| 3.    | »Wolverine Blues«                         | 2:22 |
| 4.    | »Bonehouse«                               | 3:48 |
| 5.    | »Put Off the Scent«                       | 3:28 |
| 6.    | »Hellraiser« (obrada Christophera Younga) | 5:43 |
| 22:20 |                                           |      |

## Zasluge
Entombed
- Lars-Göran Petrov – vokal
- Ulf Cederlund – gitara, tamburin
- Alex Hellid – gitara, naslovnica, dizajn
- Lars Rosenberg – bas-gitara
- Nicke Andersson – bubnjevi

Ostalo osoblje
- Nimbus – mastering
- Tomas Skogsberg – produkcija, inženjer zvuka
- Dick Håkansson – naslovnica, dizajn